# 安立町停留場
安立町停留場（日语：／ Anryūmachi teiryūjō */?）是一個位於日本大阪府大阪市住吉區，屬於阪堺電氣軌道阪堺線的停留場。車站編號為HN14。

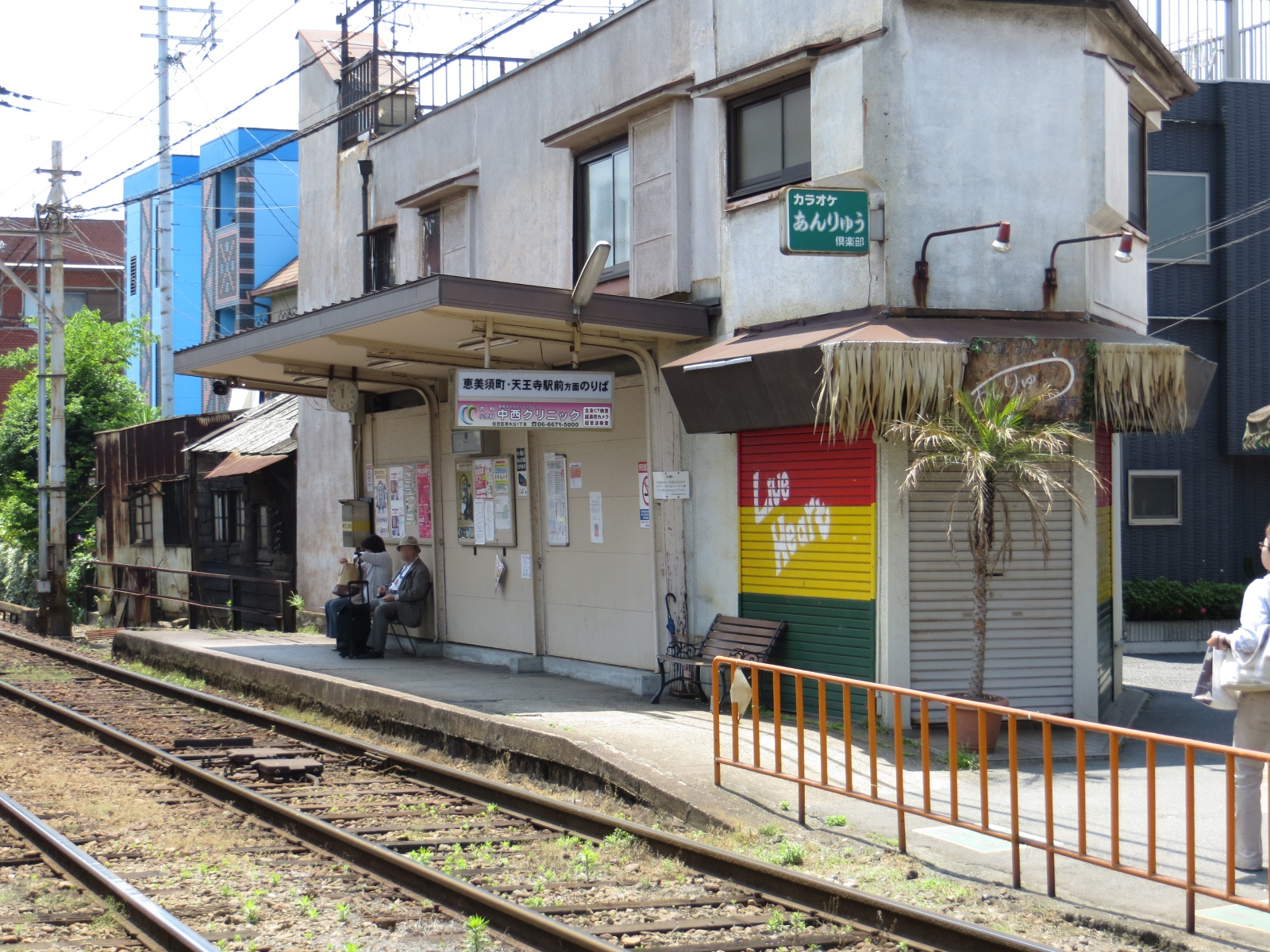
往惠美須町方向的月台(2013年5月)

## 構造
對向式月台2面2線的地面車站。

## 相鄰停留場
阪堺電氣軌道
■阪堺線
細井川（HN13）－安立町（HN14）－我孫子道（HN15）